# Софія Налетиліч Пенавуша
Софія Налетиліч Пенавуша (Мокро, Боснія і Герцеговина, 6 січня 1913 — Широкі Брієг, 22 червня 1994), хорватська та боснійська наївна скульпторка.

## Біографія
Софія Налетиліч, відома як бабуся Пенавуші, народилася в Мокро в 1913 році. Прозвана Пенавуша через її дошлюбне прізвище Пенавич. Дитинство вона провела у великій бідності. Під час Першої світової війни в Герцеговині пережила голод. Вона ніколи не ходила до школи, але на десятому році життя сама навчилась читати і писати. Одружилася в Широкі Брієг, де провела більшу частину свого життя, займаючись домашніми справами і сільським господарством. У 1942 році овдовіла і відтоді носила чорний одяг, що разом із сигаретою, яку вона палила з 8 років, було її торговою маркою. Після смерті чоловіка Маріана стала головою сім'ї та виховувала своїх дітей та онуків. У 1977 році її син Вітомир раптово помер, залишивши глибоку рану. Через війну в 1992 році вперше в житті залишила дім та батьківщину. Тоді вона тимчасово проживала на острові Чіово, поблизу Трогіра. Пережила два інфаркти, але продовжувала працювати.
Померла 22 червня 1994 року за два місяці до міжнародного визнання на світовому триєнале наївного мистецтва Інсіті 94 в Братиславі.

## Творчість
Софія Налетиліч була скульпторкоб-самоучкою — вона не відвідувала жодної школи мистецтв та творчих курсів. Почала, вирізаючи абсолютно випадково у 64 роки, після того, як її онук Драган попросив допомогти зробити скульптуру для домашнього завдання. Бабуся взяла вишневе дерево і напилок і зробила курку. Після цього до неї почали звертатися за допомогою інші діти. Незабаром після цього її відкрив письменник і мистецтвознавець Дубравко Горватич.
За час своєї мистецької кар'єри вона створила кілька тисяч дерев'яних скульптур-лісорубів, як любила їх називати. Вона працювала щодня, крім неділі та свят, у гаражі сина, який перетворила на студію. Після вирізання скульптури фарбувала дерево темперою, а потім вкривала лаком. На самому початку вона лише різьбила дерево, не фарбувала його. Кожну статую тварини прибивали до дерев'яного або фанерного постаменту. Вперше вона використала для вирізання дерев'яних скульптур столітній молоток, успадкований від діда, та звичайну пилку, але коли їй стали приносити більші стовбури та пні, наприкінці 1980-х почала використовувати бензопилку, якою була поранена.
На початку мисткиня в основному займалася релігійними темами — вирізала скульптури Ісуса, Матері Божої, святих, пророків, монахів та рельєфи Хресного шляху. Також виділяються її скульптури, на яких зображені найважливіші хорватські історичні постаті (король Томіслав, бан Єлачич) та народні герої — відомі своєю боротьбою проти турків (Міят Томіч, Янко з Сібіу, Іво Сенянін). Місце розташування, звідки походить дерево, було для неї важливим, від стовбура Білої, де за часів турків монахи таємно проводили меси, або від місця, де вбивали священників, для постатей святих або монахів. Сам процес виготовлення скульптур для Софії Налетиліч був релігійним досвідом. У монографії «Молитва скульптура» Грасін пише: «Поки вона "мала справу", вона завжди молилася (іноді сотні святих покровителів на день), молилася швидко і голосно, щоб її персонаж чи молитва «не втекли».

### Бестіарій
Найціннішою частиною творчості скупторки є її «бестіарій». Софія Налетиліч Пенавуша була насамперед своєрідною анімалісткою. Вона зобразила тварин з різних кліматичних зон, багатьох з яких вона ніколи не бачила у своєму житті. «Отже, все в ньому далеке від будь-яких реалістичних намірів», як зазначає В. Црнкович; «все спрощено, очищено, стилізовано та надзвичайно узагальнено». У бестіарії Пенавуші найвизначнішими є зображення птахів, яких авторка малює найпишнішими фарбами (Райський птах, Велика Сова, Орел із розбитими крилами, Чаплі, скульптури півників). Більшу частину її творчості займають скульптури черепах, на обладунках яких вона малює різні символи, до яких вона досі застосовує різні кольори (Жаба-черепаха, Черепаха). У численних скульптурах Пенавуша зберігає тверду, компактну форму. Іноді через зображення тварина висловлює радість і сміх дитини всередині себе, чого в своєму повному трагізму житті не могла висловити. З таких скульптур виділяється Родина Мавп, Лев сміється, Сова в штанах, я нічого не брав, до Орлиних Близнюків теж не дістатись. Темний колір у її дерев'яних скульптурах зарезервований в основному для диких, лісових тварин, і є численні статуї, що зображують вовка (Маленький вовк, Виючий вовк), потім скульптури, такі як Рись, Провулок на трьох ногах, Кіт або Ласка. Діаметри деяких скульптур Пенавуші сягають майже 2 метрів, а також це скульптури, сповнені символічного значення (Волоський горіх знову живий, Пень злих духів). Однак з кожною статуєю автор пов'язує якусь історію чи символічне значення. Черепаха може бути метафорою довголіття, мудрості, наполегливості, а також зображення орлів можуть служити символами сили, свободи і мужності.

## Виставки та відзнаки
Софія Пенавуша брала участь у численних персональних та групових виставках. Її роботи були виставлені в Джурджевац, Вінковци, Opuzen, Дубровник, Вараждін, Хлебіне, Велика Гориця, Загреб, Любушка, Сараєво, Братиславі та Бергені. У неї було близько 20 персональних та низки колективних виставок.
Інтерактивна виставка Софії Налетиліч Пенавуші, створена через мультимедійний жіночий центр NONA із Загреба увійшла до кращих вебсайтів світу у відборі Encyclopædie Britannica (Найкращі сайти Інтернету), також є знаковою.
- На Всесвітньому триєнале наївного мистецтва Insita 94 у Словацькій національній галереї в Братиславі в 1994 році вона отримала Гран-прі Міжнародного журі.
- Заслужена нагорода дозволила їй провести персональну виставку в 1997 році в Словацькій національній галереї в Братиславі.
- У 1985 році вона була визнана «Людиною року» в опитуванні журналу «Старт».

## Вибрані твори
- Хижак і здобич, 1981, 468x280x378 мм, тесаний, пофарбований дерево, лак, Хорватський музей наївного мистецтва, Загреб
- Орел, 1981, 465x195x483 мм, тесаний, пофарбований дерево, лак, Хорватський музей наївного мистецтва, Загреб
- Птах, близько 1982 року, 600x310x210 мм, різьблене, пофарбоване дерево, лак, Хорватський музей наївного мистецтва, Загреб
- Півень, близько 1982 року, 200x250x110 мм, різьблений, пофарбований дерево, лак, приватна власність, Загреб
- Черепаха-жаба, близько 1983 року, 370x440x590 мм, різьблене, пофарбоване дерево, лак, Хорватський музей наївного мистецтва, Загреб
- Ласка, близько 1983 року, 120x650x80 мм, тесана, пофарбована деревина, лак, приватна власність, Загреб
- Двоголовий птах, близько 1984 року, 560x410x230 мм, різьблене, пофарбоване дерево, лак, приватна власність, Загреб
- Зебра, близько 1984, 210x320x135 мм, тесана, пофарбована деревина, лак, приватна власність, Загреб
- Сова, близько 1985 року, 275x170x115 мм, колекція Азінович, Загреб
- Райський птах, близько 1985 року, 290x350x135 мм, різьблене, пофарбоване дерево, лак, приватна власність, Загреб
- Велика Сова, 1985, 800x255x285 мм, тесана, пофарбована деревина, лак, Хорватський музей наївного мистецтва, Загреб
- Черепаха, близько 1988 року, 265x420x420 мм, різьблене, пофарбоване дерево, лак, приватна власність, Загреб

### Персональні виставки
- Галерея Schira, Загреб, 1982
- Галерея Старого міста, Дюрджевац, 1982
- Виставковий салон театру, Вінківці, 1983
- Художній салон, Опузен, 1984
- Галерея Форум, Загреб, 1985
- Галерея CDA, Сараєво, 1986
- Галерея Дубрава, Дубровник, 1987 рік
- Галерея Varaždinska banka, Вараждин, 1988
- Галерея, Хлебіне, 1989 рік
- Галерея Мірка Віріуса, Загреб, 1989 рік
- Мультимедійний жіночий центр NONA, Загреб, 1995
- Софія Налетиліч Пенавуша, Insita 97, Словацька національна галерея, Братислава, 1997.
- Галерея TMT, Любушкі, 2001

### Групові виставки
- Сучасні анімалісти, Художня галерея, Вінківці, 1983
- З фондів Галереї первісного мистецтва, Галерея первісного мистецтва, Загреб, 1983.
- Приручене слово дикої природи, галерея Гальженіця, Велика Гориця, 1986 рік.
- Наївна 87, Галерея первісного мистецтва, Загреб, 1987.
- Югославське мистецтво, галерея Сівертс, Берген, 1987.
- Вісім незалежних, галерея Віріус, Загреб, 1988.
- Тисяча років хорватської скульптури, Музейно-галерейний центр, Загреб, 1991
- Хорватське наївне мистецтво, Музейно-галерейний центр, Загреб, 1992
- Insita 94, Словацька національна галерея, Братислава, 1994.
- Сіль землі, Художня галерея, Дубровник, 1996.
- Шедеври наївного мистецтва, Хорватський музей наївного мистецтва, Загреб, 1997.